# Терешки (Шарковщинський район)
Терешки́ (біл. Цярэшкі) — село  в Шарковщинському районі, Вітебська область, Білорусь. Населення становить 16 осіб. Орган місцевого самоврядування — Германовицька сільська рада.

## Населення
- 2010 рік — 16 душ
- 1999 рік — 26 душ
- 1931 рік — 287 душ[1]
- 1921 рік — 230 душ[2]